# Opel (Familie)

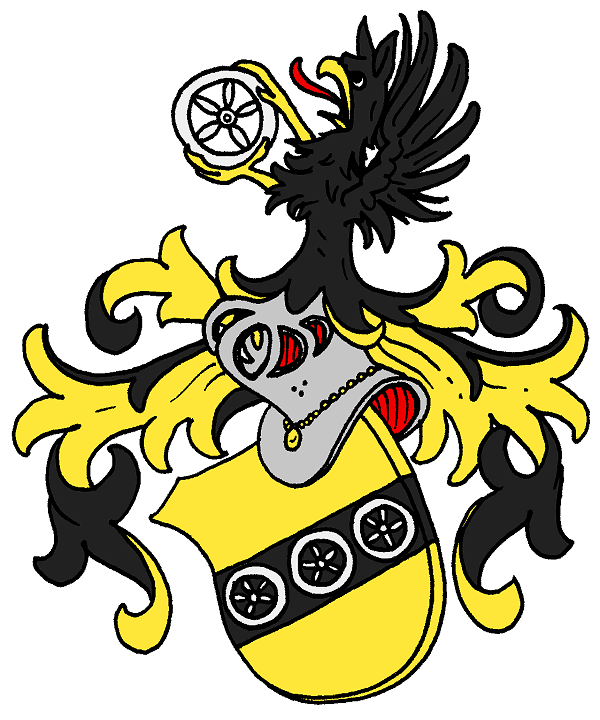
Wappen der Familie von Opel

Opel ist der Name einer deutschen Unternehmerfamilie.

## Geschichte

### Herkunft
Das aus der Landgrafschaft Hessen-Rheinfels stammende Geschlecht beginnt die urkundlich belegte Stammreihe mit dem Bauern Peter uf dem Scheyd in Dachsenhausen bei Braubach, † zwischen 1571 und 1580, dessen Sohn Michel Scheidt, Bauer in Dachsenhausen, seit etwa 1595 den Familiennamen Oppel (Opfel) führte.

### Entwicklung
Der Zweig der später durch die Marke Opel bekannt gewordenen Unternehmerfamilie geht auf den Schlosser Adam Opel (1837–1895) aus Rüsselsheim und die Gastwirtstochter Sophie Scheller (1840–1913) aus Dornholzhausen zurück. Das von ihm gegründete Unternehmen Opel produzierte im Laufe seiner Geschichte unter anderem Nähmaschinen und Fahrräder, sowie später Kraftfahrzeuge. Irmgard von Opel gründete 1962 mit ihren beiden Söhnen auf ihrem Gut Petersau Chio Chips, heute eine Marke von Intersnack.
Ein Teil der Nachkommen Adam Opels wurde in Darmstadt in den erblichen großherzoglich-hessischen Adelsstand erhoben. Die erste Adelsverleihung erfolgte am 13. März 1917 für die Brüder Dr.-Ing. E. h. Wilhelm Opel (1871–1948), Fabrikbesitzer und großherzoglich-hessischer Geheimer Kommerzienrat, und Heinrich Opel (1873–1928), Fabrikbesitzer in Rüsselsheim. Eine weitere Adelsverleihung erfolgte am 17. Januar 1918 für einen weiteren Sohn Adam Opels, Carl Opel (1869–1927), Ingenieur, Fabrikbesitzer und großherzoglich hessischer Kommerzienrat.

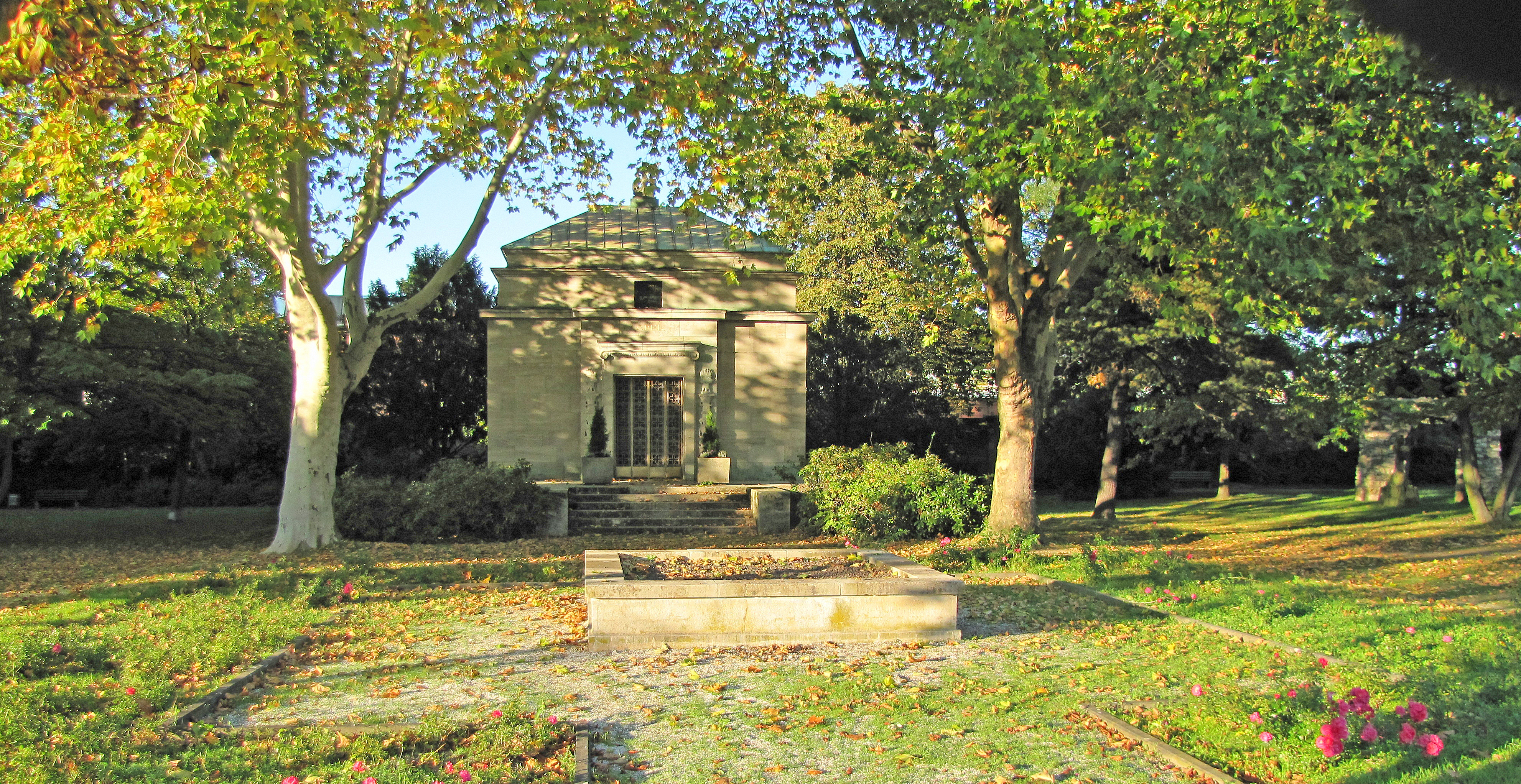
Opel-Mausoleum in Rüsselsheim

Einige Mitglieder der Familie erlangten auch sportliche Erfolge in den Bereichen Automobilsport, Fahrradrennen, Rudern und Turnierreiten.
Grablege der Familie ist das 1924 auf dem Alten Seilfurter Friedhof in Rüsselsheim am Main errichtete Opel-Mausoleum, das unweit des Opel-Werkes liegt.

## Wappen
Das 1917 bzw. 1918 verliehene Wappen zeigt im goldenen Schild einen schwarzen Balken, belegt mit drei silbernen Rädern, jedes mit fünf Speichen. Auf dem Helm mit schwarz-goldenen Decken ein wachsender, golden bewehrter schwarzer Greif, eines der Räder in den Klauen haltend.

## Bekannte Familienmitglieder
- Adam Opel (1837–1895), deutscher Fahrrad- und Nähmaschinenhersteller, Ingenieur, Automobilbauer, Gründer von Opel
- Fritz von Opel (1899–1971), deutscher Rennfahrer, Autopionier, Weltrekordhalter
- Elinor von Opel (1908–2001), Stiftungsgründerin, Unternehmerin
- Irmgard von Opel (1907–1986), deutsche Spring- und Vielseitigkeitsreiterin, Unternehmerin
- Georg von Opel (1912–1971), deutscher Sportler, Autohändler, Tierforscher
- Carlo von Opel (* 1941), deutscher Unternehmer, MCV Funktionär
- Heinz von Opel (1943–2006), deutscher Unternehmer (Vereinigte Kapselfabriken), Springreiter
- Gunter Sachs (1932–2011), deutsch-schweizerischer Industriellenerbe (Fichtel & Sachs; Opel), in den 1960er und 1970er Jahren besonders als Prototyp des Gentleman-Playboys bekannt

## Genealogie (Nachkommen Adam Opels)
1. Adam Opel (1837–1895) ⚭ 1868 Sophie Scheller (1840–1913)
  1. Carl Opel (1869–1927), seit 1918 von Opel
    1. Sophie Eleonore von Opel (1896–1971)
    2. Hans von Opel (1899–1948)
    3. Eleonore Johanna Carola von Opel (1908–1998)
    4. Georg von Opel (1912–1971) ⚭ 1938 I) Irmgard von Opel (1907–1986), ⚭ II) 1957 María Eugenia Adelaida Herrán Olozaga (1918–1964), ⚭ III) 1965 Sigrid Revers (* 1945)
      1. I) Carlo von Opel (* 1941) ⚭ Marion Schöntag
        1. Alexander von Opel (1979–1996)
        2. Jeanette von Opel (* 1982)

      2. I) Heinz von Opel (1943–2006) ⚭ 1968 Claudia-Ulrike Hurlin (* 1945)
        1. Aline von Opel ⚭ Peter Rodde
        2. Ivonne von Opel (* 1973) ⚭ 2007 Johannes Joachim Graf von Schönburg-Glauchau (* 1976)
        3. Sonja von Opel (* 1976) ⚭ 2015 Martin Grüning (* 1962)
          1. Felix von Opel (* 2001) (Vater: Florian Fischer (* 1978))

        4. Christoph von Opel (* 1980)

      3. III) Georg von Opel (* 1966)
      4. III) Gregor von Opel (* 1968)

  2. Wilhelm Opel (1871–1948), seit 1917 von Opel ⚭ Martha Bade
    1. Fritz von Opel (1899–1971) ⚭ Emita Herrán Olozaga (1913–1967)
      1. Frederick „Rikky“ von Opel (* 1947)
      2. Marie Christine von Opel (1951–2006)

    2. Elinor von Opel (1908–2001) ⚭ I) 1925 Willy Sachs (1896–1958), ⚭ II) 1963 Carlo Kirchner (1894–1979; Prokurist bei Fichtel & Sachs)
      1. I) Ernst Wilhelm Sachs (1929–1977)
      2. I) Gunter Sachs (von Opel) (1932–2011)
        1. Rolf Sachs (* 1955)

  3. Heinrich Adam Opel (1873–1928), seit 1917 von Opel ⚭ Luise Emilie Weber (1878–1928)
    1. Heinz von Opel (1899–1922)
    2. Margit von Opel (1902–1968)
    3. Irmgard von Opel (1907–1986) ⚭ I) 1927 Karl Georg Külb (1901–1980), ⚭ II) 1938 Georg von Opel (1912–1971)

  4. Friedrich Franz Opel (1875–1938)
  5. Ludwig Opel (1880–1916)

## Unternehmen
- Opel AG, Automobilhersteller
- Intersnack GmbH & Co. KG, Lebensmittelhersteller
- Schloss Westerhaus VDP Weingut in Ingelheim am Rhein